# Metapone leae
Metapone leae är en myrart som beskrevs av Wheeler 1919. Metapone leae ingår i släktet Metapone och familjen myror. Inga underarter finns listade i Catalogue of Life.